# Wase Rock

Wase Rock (em português, Pedra Wase, na língua hauçá, Gwauron Dutse) é um inselberg em forma de cúpula encontrado perto de Wase, cidade localizada no Estado de Plateau, no centro da Nigéria. Estando sozinho nas planícies Wase, atinge uma altura (proeminência) notável de cerca de 176 metros (577 pés) acima da superfície dos arredores vizinhos e 426 metros (1.398 pés) acima do nível do mar.
É visível em um raio de 40 quilômetros (25 mi) devido à sua altura. É um dos únicos cinco locais de reprodução das aves do pelicano-branco na África. O governo agora protege cerca de 321 hectares (790 acres) de terra ao redor da rocha como um santuário de pássaros e para o desenvolvimento da vida selvagem.